# فرودگاه سگ آبی
فرودگاه سگ آبی (به انگلیسی: Beaver Airport) یک فرودگاه همگانی بهره‌برداری هوایی با کد یاتا WBQ است که یک باند فرود شن دارد و طول باند آن ۱۲۰۵ متر است. این فرودگاه در شهر بیور، آلاسکا کشور ایالات متحده آمریکا قرار دارد و در ارتفاع ۱۰۹ متری از سطح دریا واقع شده‌است.